# Sambel Kunda (ort i Upper River)
Sambel Kunda är en ort i Gambia. Den ligger i regionen Upper River, i den östra delen av landet, 240 km öster om huvudstaden Banjul. Antalet invånare var 371 vid folkräkningen 2013.